# 瓠公
瓠公是朝鲜半岛三国时期新罗的宰相。据《三国史记》记载，瓠公是日本倭人，姓氏不详。 因其乘葫芦船从日本而来，故被称为瓠公。瓠公是早期新罗的重要人物。有关新罗早期君主的记载都有瓠公的出现。
前20年，新罗始祖赫居世派瓠公出使马韩。由于没带贡品而受到马韩刁难。瓠公指责马韩无礼，险些被马韩首领处死。
由于周围人的阻挡，瓠公免于一死，安全返回新罗。
58年，瓠公成为新罗宰相。
65年，瓠公在鸡林一个挂在树上的金盒子中发现一男婴。该男婴后来成为新罗金氏始祖金阏智。